# Haus Pustekrey

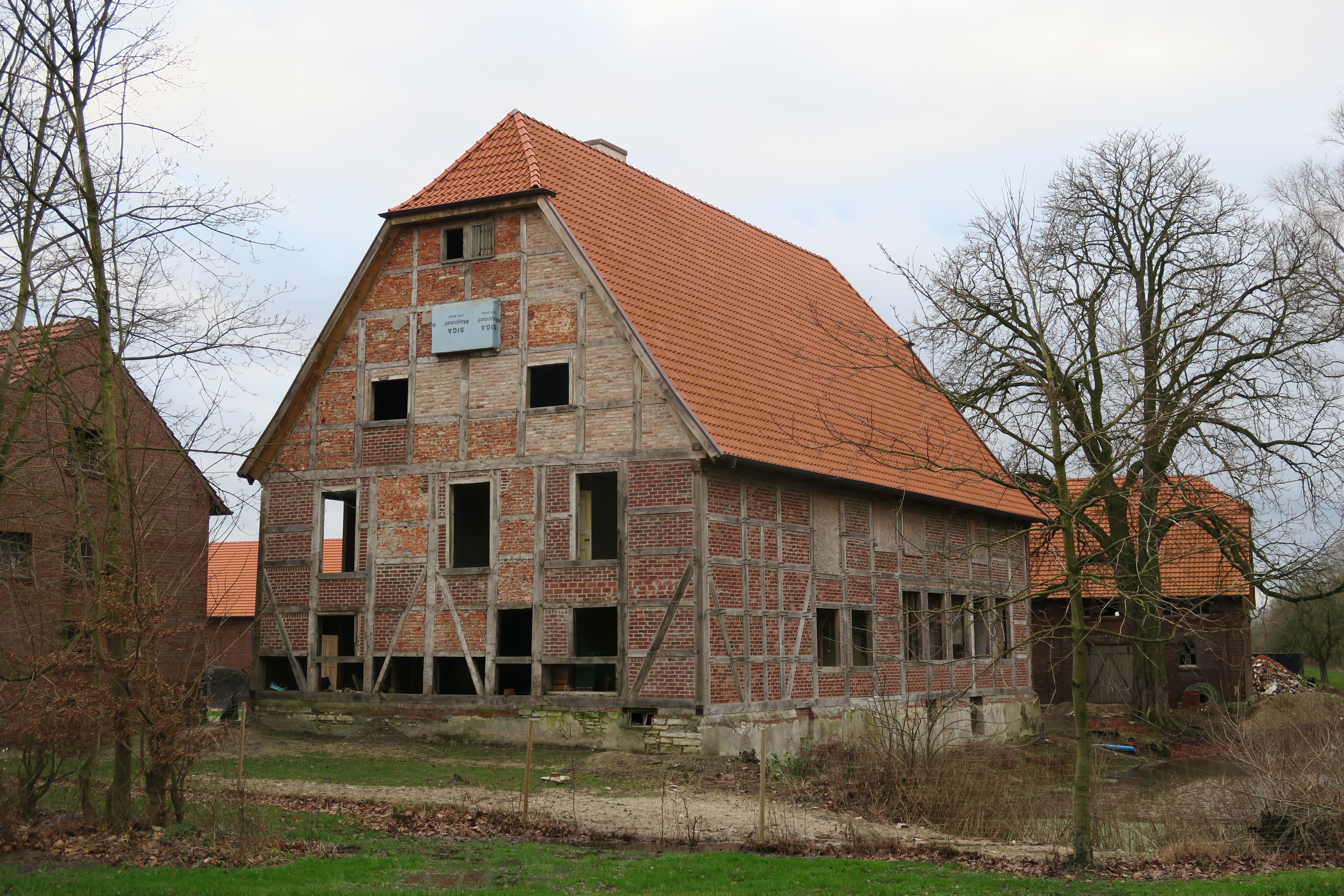
Rekonstruktion/Restaurierung von Haus Pustekrey, Stand Dezember 2023

Das Haus Pustekrey ist ein denkmalgeschütztes Profangebäude an der Alten Beckumer Straße 112 in Ahlen im Kreis Warendorf (Nordrhein-Westfalen).

## Geschichte und Architektur
Das Herrenhaus aus Fachwerk steht auf einer quadratischen Gräfteninsel. Es wurde von 1614 bis 1616 errichtet. Ursprünglich war es Teil einer größeren Anlage, bei deren Bau der Bauherr Eberhard von Bischoping 1624 bankrottging. Das Haus ist einer der wenigen im Münsterland erhaltenen Adelssitze in Fachwerkbauweise mit Backsteinausmauerung. Das Innere wurde durch zwei Querwände in drei gleich große Räume gegliedert. In der Mitte befindet sich der weitläufige Eingangsbereich, daneben jeweils die seitlichen, mehrgeschossigen Bereiche. Das Haus wurde erstmals 1732 und dann nach dem Übergang in bäuerlichen Besitz 1830 modernisiert, renoviert und verputzt. Am Außenbau befinden sich Teile eines Prunkkamins mit dem Allianzwappen von Bischoping und Kerkerinck. Das Haus befindet sich in einem sehr schlechten Zustand.
Anfang März 2017 ist ein Großteil der Frontfassade des Hauses eingestürzt.